# Морсово
Мо́рсово (рос. Морсово) — село у складі Земетчинського району Пензенської області, Росія.
Населення — 575 осіб (2010; 650 у 2002).
Національний склад станом на 2002 рік:
- росіяни — 99 %